# Некраши (Украина)
Некраши́ (укр. Некраші) — село на Украине, основано в 1659 году, находится в Черняховском районе Житомирской области.
Код КОАТУУ — 1825688202. Население по переписи 2021 года составляет 512 человек. Почтовый индекс — 12346. Телефонный код — 4134. Занимает площадь 2,174 км².

## Адрес местного совета
12345, Житомирская область, Черняховский район, село Троковичи, улица Житомирская, дом 1.